# Morocco Tennis Tour - Kenitra
Il Morocco Tennis Tour - Kenitra è stato un torneo professionistico di tennis giocato su campi in terra rossa. Faceva parte dell'ATP Challenger Tour. Si è giocato annualmente a Kenitra in Marocco dal 2013 al 2016.

## Albo d'oro

### Singolare
| Anno | Campione                | Finalista            | Punteggio        |
| ---- | ----------------------- | -------------------- | ---------------- |
| 2016 | Maximilian Marterer     | Mohamed Safwat       | 6–2, 6–4         |
| 2015 | Roberto Carballés Baena | Oriol Roca Batalla   | 6–1, 5–1 rit.    |
| 2014 | Daniel Gimeno Traver    | Albert Ramos Viñolas | 6–3, 6–4         |
| 2013 | Dominic Thiem           | Tejmuraz Gabašvili   | 7–6(4), 5-1 rit. |

### Doppio
| Anno | Campioni                                     | Finalisti                                    | Punteggio           |
| ---- | -------------------------------------------- | -------------------------------------------- | ------------------- |
| 2016 | Kevin Krawietz Maximilian Marterer           | Uladzimir Ihnacik Michael Linzer             | 7–6(6), 4–6, [10–6] |
| 2015 | Gerard Granollers Pujol Oriol Roca Batalla   | Kevin Krawietz Maximilian Marterer           | 3–6, 7–6(4), [10–8] |
| 2014 | Dino Marcan Antonio Šančić                   | Gerard Granollers Pujol Jordi Samper-Montaña | 6–1, 7–6(3)         |
| 2013 | Gerard Granollers Pujol Jordi Samper-Montana | Tarō Daniel Alexander Rumyantsev             | 6-4, 6-4            |